# 陈宵

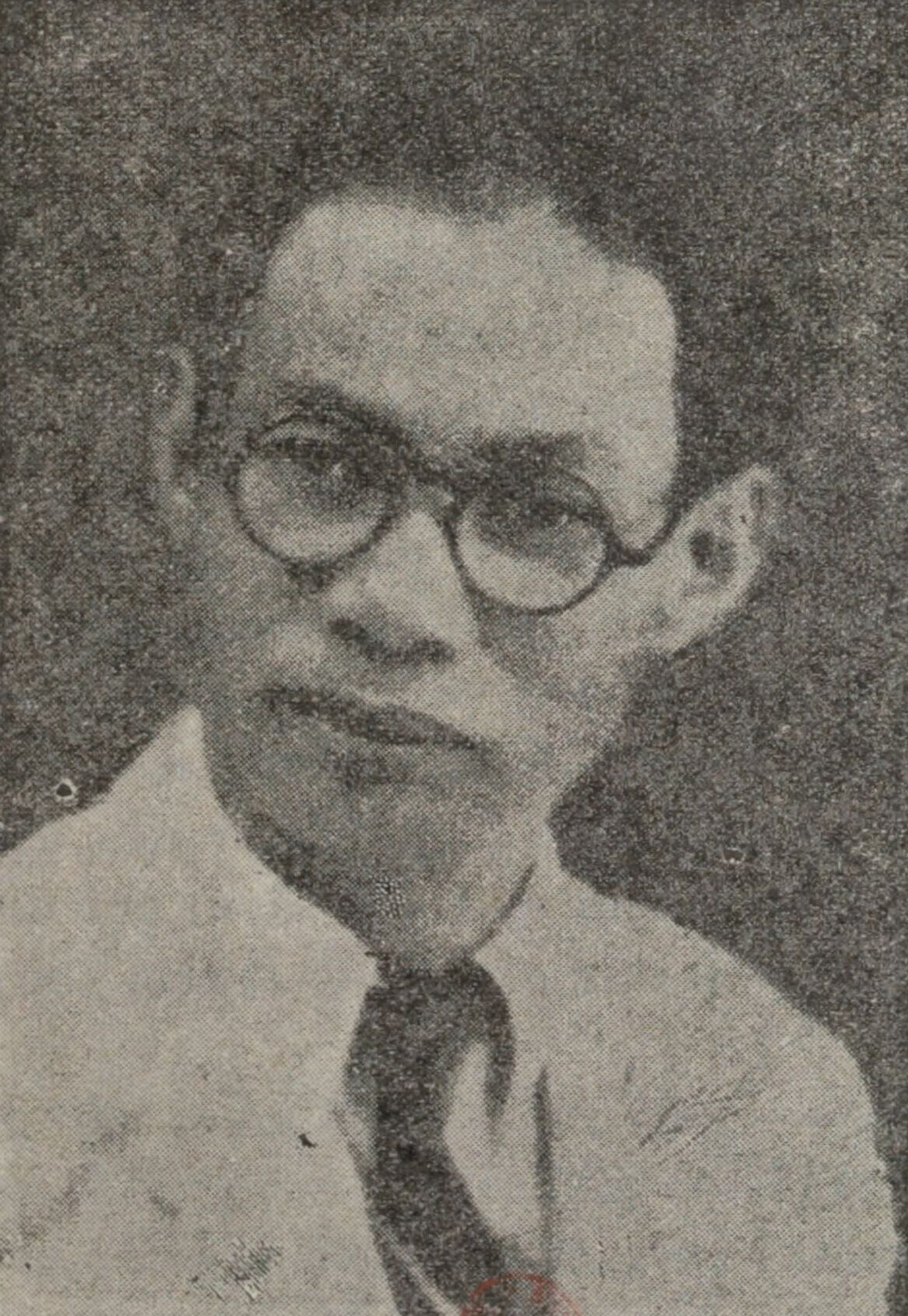
陳宵

陈宵（1900年—1954年），越南作家，建安省永保县（今屬海防市）人。1900年生，高等小学毕业后开始教私塾。陈宵是慨興的亲弟弟。1954年逝世。
陈宵1936年开始文学创作，主要写农村题材作品。他刻画出了许多善良、质朴的农民形象，也反映了他们辛苦劳作的生活，较少刻画农村的尖锐矛盾以及农民所承受的沉重的压迫剥削未。
主要作品有长篇小说《丈夫孩子》(1941)、《水牛》(1938)、短路小说集《早年》(1942)、《竹丛后》(1942)等。